# Liste der Straßen und Plätze in Stetzsch

Lage der Gemarkung Stetzsch in Dresden

Die Liste der Straßen und Plätze in Stetzsch beschreibt das Straßensystem im Dresdner Stadtteil Stetzsch mit den entsprechenden historischen Bezügen. Aufgeführt sind Straßen, die im Gebiet der Gemarkung Stetzsch liegen. Kulturdenkmale in der Gemarkung Stetzsch sind in der Liste der Kulturdenkmale in Stetzsch aufgeführt.
Stetzsch ist Teil des statistischen Stadtteils Briesnitz, der wiederum zum Stadtbezirk Cotta der sächsischen Landeshauptstadt Dresden gehört.

## Legende
Die nachfolgende Tabelle gibt eine Übersicht über die vorhandenen Straßen und Plätze im Ortsteil sowie einige dazugehörige Informationen. Im Einzelnen sind dies:
- Name/Lage: Aktuelle Bezeichnung der Straße oder des Platzes sowie unter ‚Lage‘ ein Koordinatenlink, über den die Straße oder der Platz auf verschiedenen Kartendiensten angezeigt werden kann. Die Geoposition gibt dabei ungefähr die Mitte der Straße an.
- Länge/Maße in Metern: Die in der Übersicht enthaltenen Längenangaben sind nach mathematischen Regeln auf- oder abgerundete Übersichtswerte, die in Google Earth mit dem dortigen Maßstab ermittelt wurden. Sie dienen eher Vergleichszwecken und werden, sofern amtliche Werte bekannt sind, ausgetauscht und gesondert gekennzeichnet. Bei Plätzen sind die Maße in der Form a × b dargestellt. Der Zusatz ‚im Stadtteil‘ bzw. ‚im Ortsteil‘ gibt an, wie lang die Straße innerhalb des Stadt-/Ortsteils ist, sofern sie durch mehrere Stadt-/Ortsteile verläuft.
- Namensherkunft: Ursprung oder Bezug des Namens.
- Jahr der Benennung: Zeitpunkt, zu dem die Straße ihren heute gültigen Namen erhielt (sofern bekannt).
- Anmerkungen: Weitere Informationen bezüglich anliegender Institutionen, der Geschichte der Straße, historischer Bezeichnungen, Baudenkmalen usw.
- Bild: Foto der Straße.

## Straßenverzeichnis
| Name/Lage                  | Länge/Maße           | Namensherkunft                                                          | Jahr der Benennung | Anmerkungen                                                                  | Bild |
| -------------------------- | -------------------- | ----------------------------------------------------------------------- | ------------------ | ---------------------------------------------------------------------------- | ---- |
| Alsenstraße Lage           | 130 m                | Wurde nach der im Kleinen Belt gelegenen Insel Alsen benannt            | 1926               |                                                                              |      |
| Altstetzsch Lage           | 250 m                | Stammt vom Dorfplatz des früheren Bauerndorfes                          | 1926               | Hieß früher Gustav-Merbitz-Platz                                             |      |
| Am Urnenfeld Lage          | 615 m                | Auf dem Areal war damals ein Urnenhain                                  | 1926               | Wurde früher Schulstraße genannt                                             |      |
| Brabschützer Straße Lage   | 230 m                | Wurde nach dem nahgelegenen Stadtteil Brabschütz benannt                | 1925               | Für kurze Zeit trug sie den Namen Grünweg                                    |      |
| Buhnenstraße Lage          | 125 m                | Name erinnert an die Befestigung des Elbufers mittels Buhnen und Dämmen | 1926               |                                                                              |      |
| Flensburger Straße Lage    | 1740 m (im Ortsteil) | Stammt von der Stadt Flensburg in Schleswig-Holstein                    | 1926               | Entstand durch die Zusammenlegung der früheren Gohliser und Kemnitzer Straße |      |
| Gustav-Merbitz-Straße Lage | 290 m                | Wurde nach Gustav Merbitz benannt                                       | 1926               | Hieß früher Bismarckstraße                                                   |      |
| Meißner Landstraße Lage    | 1520 m (im Ortsteil) | Der Name entstand durch die nahegelegene Stadt Meißen                   | 1926               | Beschildert als                                                              |      |
| Miltitzer Straße Lage      | 185 m                | Trägt den Namen nach den kleinen Ort Miltitz in der Nähe von Meißen     | 1926               | Wurde früher Florastraße genannt                                             |      |
| Podemusstraße Lage         | 200 m                | Benannt nach dem Stadtteil Podemus                                      | 1926               | Hieß früher Lindenstraße                                                     |      |
| Seegärten Lage             | 160 m                | Das Gelände war in der Vergangenheit häufig überschwemmt                | 1924               | Hier befindet sich der niedrigste Punkt im Dresdner Stadtgebiet              |      |
| Wildbergstraße Lage        | 45 m                 | Wurde nach dem Ort Wildberg bei Meißen benannt                          | 1926               | Wurde 1905 Bahnstraße genannt                                                |      |
| Zum Tierheim Lage          | 485 m                | Auf der Straße befindet sich ein Tierheim                               | 1994               | Außerdem befindet sich in der Nähe ein Tierfriedhof                          |      |